# Milano Nord Bovisa
Milano Nord Bovisa (wł. Stazione di Milano Nord Bovisa) – stacja kolejowa w Mediolanie, w regionie Lombardia, we Włoszech. Znajduje się tu 5 peronów.
Stacja jest częścią oddziału Mediolan w sieci zarządzanej przez FerrovieNord i jest jedyną stacją, z której można dotrzeć do wszystkich innych stacji tej samej klasy bez konieczności przesiadania się.
Jest stacją węzłową na linii do Saronno (dalej do Laveno-Varese, Como i Novara-Malpensa) i linii do Erba-Asso. Jeśli chodzi o odcinek miejski, pociągi kursują do Milano Cadorna.
Stacja została całkowicie przebudowana w latach 80. i 90., wraz z budową nowego budynku i obniżeniem poziomu szyn. Nowy obiekt został otwarty 5 sierpnia 1991.
| Milano Nord Bovisa       |  |                       |
| Linia Mediolan – Saronno |  |                       |
| Milano Domodossola       |  | Milano Quarto Oggiaro |
| Linia Mediolan – Asso    |  |                       |
| Milano Domodossola       |  | Milano Affori         |
| Linia Linia średnicowa   |  |                       |
| Milano Lancetti          |  |                       |